# Villosa constricta
Villosa constricta är en musselart som först beskrevs av Conrad 1838.  Villosa constricta ingår i släktet Villosa och familjen målarmusslor. IUCN kategoriserar arten globalt som livskraftig. Inga underarter finns listade i Catalogue of Life.